# MQM-107 Streaker

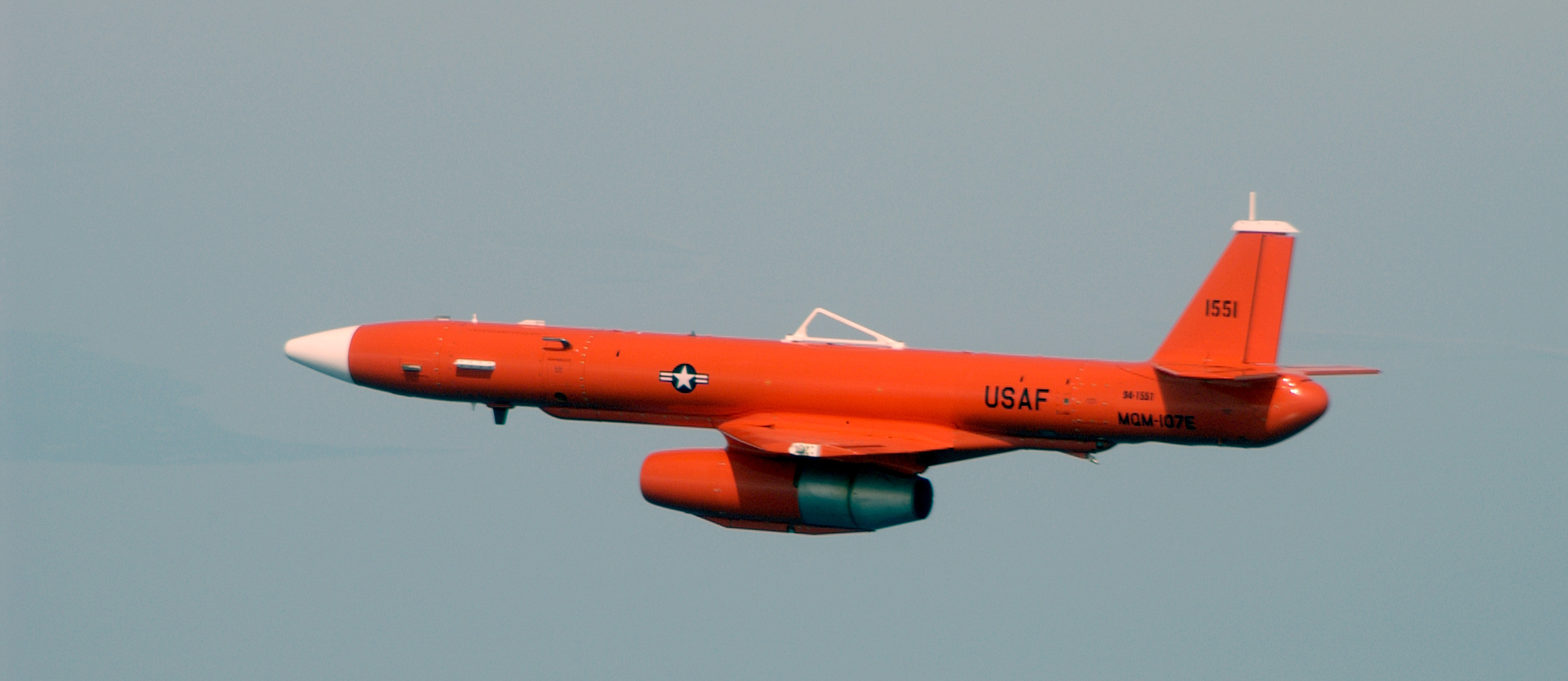
Летательный аппарат модели MQM-107E в полёте

MQM-107 Streaker ([ˈstriːkər], «стрикер») — БПЛА-мишень многоразового использования, разработанный в первой пол. 1970-х гг. американской корпорацией Beech Aircraft Corporation (после поглощения последней компанией Raytheon именуется Raytheon Aircraft Co.). Первый полёт серийного образца MQM-107A состоялся в апреле 1976 года.

## История

### Разработка

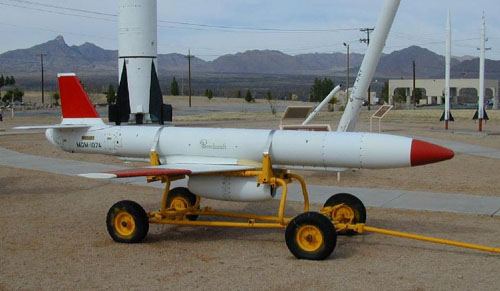
БПЛА исходной модели MQM-107A в Музее ракетно-космической техники и вооружения, Уайт-Сендз, штат Нью-Мексико

В начале 1972 года Управление ракетных войск Армии США инициировало среди предприятий авиастроительной промышленности конкурс на разработку, создание и испытания «учебной воздушной мишени с переменной скоростью полёта» (Variable Speed Training Target, сокр. VSTT) для подготовки расчётов наземных средств противовоздушной обороны, новых перспективных зенитно-ракетных комплексов «Хок-2» и «Сэм-Ди». Одновременно, проводились аналогичные конкурсы среди предприятий ракетостроительной и двигателестроительной отрасли на создание стартового и маршевого двигателей для указанного летательного аппарата.
В течение менее чем месяца работниками Beechcraft был изготовлен габаритный макет перспективного летательного аппарата, который был представлен на организованной армейским командованием Международной конференции пользователей воздушных мишеней (U. S. Army Worldwide Target Users Conference) в Хантсвилле, штат Алабама, проходившей 14—15 февраля. Такие темпы работы объяснялись тем обстоятельством, что корпоративный менеджмент добивался заключения долгосрочного контракта с перспективой стать поставщиком самолётов-мишеней на десятилетие вперёд. Весь задействованный персонал перешёл на сверхурочный график работы и на премиальную оплату труда. 26 февраля Федеральный совет оплаты труда утвердил премиальные ставки оплаты по плану опережающих темпов выполнения государственного заказа (Beechcraft Employees Bonanza Plan), наряду с другими средствами мотивации привлечённой рабочей силы, — последний раз в Beechcraft прибегали к такого рода мерам повышения продуктивности труда при выполнении правительственных заказов в годы Второй мировой войны, — результаты не заставили себя долго ждать и вскоре корпорация получила контракт на сумму $3,3 млн на изготовление и испытания опытного прототипа.

### Постановка на вооружение и эксплуатация
В апреле 1975 года, по итогам проведённых испытаний и конкурсного отбора, был определён победитель соревнования и заключен трёхлетний контракт с корпорацией Beechcraft на производство партии в 317 воздушных мишеней с заводским индексом VSTT Model 1089 на общую сумму $26 млн (из которых $7,7 выделялось авансом). Одновременно с этим, компания Teledyne CAE получила контракт на поставку твердотопливных ракетных ускорителей для БПЛА (указанный ускоритель был разработан ею ранее для противокорабельной ракеты RQM-84A «Гарпун»). В конструкции аппарата был реализован модульный дизайн, сочетавший цилиндрический фюзеляж с сотовой конструкцией, армированной сотовым заполнителем, с плоскими аэродинамическими поверхностями. При постановке на вооружение БПЛА получил общевойсковой индекс MQM-107A и шуточное, слегка пошловатое словесное название «Стрикер». В июне 1975 года, Beechcraft получила дополнительный контракт на разработку «одноразовой тактической беспилотной системы» (Tactical Expendable Drone System, сокр. TEDS) для применения против системы противовоздушной обороны противника в качестве ложной цели. На базе модели 1089 была разработана ЛЦ с заводским индексом TEDS Model 1089E. Компания Sanders Associates разработала для неё полезную нагрузку — радиопередающую аппаратуру для имитации боевого летательного аппарата.
Впоследствии, к программе подключились ВВС США, для нужд которых была разработана усовершенствованная модификация MQM-107B, предназначенная для контрольных занятий и зачётов по огневой подготовке пилотов истребителей. Мишень могла применяться как для обстрела управляемыми ракетами класса «воздух-воздух» так и с помощью бортового стрелково-пушечного вооружения самолёта.

### Усовершенствование и модификации
На базе исходной модели была создана модификация Model 999 с новым двигателем марки Microturbo и укороченным фюзеляжем, получившая общевойсковой индекс MQM-107B. Первый БПЛА MQM-107B был поставлен на вооружение Армии США в 1984 году. При использовании как мишень для управляемых ракет БПЛА мог имитировать разнообразные цели — от самолёта до ракеты.

## Задействованные структуры
В разработке и производстве узлов и агрегатов БПЛА были задействованы:
- Планер летательного аппарата/Система управления полетом — Beech Aircraft Corp., Boulder Division → Raytheon Aircraft Co., Боулдер, Колорадо;[2]
- Ракетный ускоритель/Маршевый двигатель (MQM-107A) — Teledyne Industries, Inc.[англ.], Teledyne CAE Division[англ.], Толидо, Огайо;[1]
- Маршевый двигатель (MQM-107B) — Ames Industrial Corp. → Microturbo North America, Inc., Богемия, Нью-Йорк;[2]
- Корпус двигателя — Harley-Davidson, Inc., Милуоки, Висконсин;[6]
- Полезная нагрузка — Sanders Associates, Inc.[англ.], Нашуа, Нью-Гэмпшир.[2]

## Применение
MQM-107 запускается с земли с использованием ракетных ускорителей, разгоняющих аппарат до скорости 250 миль в час за 2 секунды. Далее в работу вступает маршевый турбореактивный двигатель. Во время полёта его траектория может корректироваться диспетчером с земли. После отключения двигателя для безаварийного приземления используется парашют.

## Лётно-технические характеристики
Ниже приведены лётно-технические характеристики модификации БПЛА исходной и последующих модификаций.

| MQM-107A (Model 1089) - Длина: 5,13 м - Высота: 1,47 м - Размах крыла: 3 м - Площадь крыльев: 2,52 м² - Взлётная масса: 460 кг - Тип и марка маршевого двигателя: 1 × ТРД Teledyne J402-CA-700 (CAE 372-2A / CAE 373-8B) - Тяга на старте: 290,2 кг - Скорость полёта: 459—925 км/ч - Практический потолок: 12 192 м - Продолжительность полёта: 3+ часа | MQM-107B (Model 999E) - Масса пустого (без полётной нагрузки): 245 кг - Взлётная масса: 494 кг - Тип и марка маршевого двигателя: 1 × ТРД Ames Industrial Model 074 (TR1 60-2) - Тяга на старте: 375,1 кг или 3,68 кН - Скорость полёта: 510—991 км/ч - Практический потолок: 15 240 м | MQM-107[уточнить] - Длина: 5,51 м - Высота: 1,47 м - Размах крыла: 2,99 м - Диаметр фюзеляжа: 0,37 м - Масса: 664 кг - Тип и марка маршевого двигателя: 1 × ТРД Microturbo North America TR1 60-2 - Максимальная скорость: 925 км/ч - Продолжительность полёта: 2 часа 18 мин. - Практический потолок: 12 192 м |

## Операторы
Основным оператором БПЛА являлись:
- Вооружённые силы США

-  Армия США
-  Военно-воздушные силы США

Кроме того, БПЛА поставлялись по программе зарубежных военных поставок нижеследующим иностранным вооружённым силам:
- Вооружённые силы Иордании (MQM-107A)[1]
- Вооружённые силы Ирана (MQM-107A)[1]
- Вооружённые силы Швеции (MQM-107A)[1]